# Tonalá, Chiapas
Tonalá là một đô thị thuộc bang Chiapas, México. Năm 2005, dân số của đô thị này là 78516 người.